# Stefano Magaddino
Stefano "The Undertaker" Magaddino (pronunciación en italiano: /ˈsteːfano maɡadˈdiːno/) fue un jefe criminal nacido en Italia que lideró la familia criminal de Búfalo en el oeste del estado de Nueva York. Su influencia en el bajo mundo alcanzaba desde Ohio hasta el sur de Ontario y tan al este como hasta Montreal o Quebec. Conocido como Don Stefano para sus amigos y como The Undertaker (en español: "El enterrador") por otros, fue también un miembro del colegio que dirigía la mafia estadounidense, la Comisión.

## Primeros años
Magaddino nació el 10 de octubre de 1891 en Castellammare del Golfo, Sicilia. Ahí, Magaddino lideró un clan aliado con Giuseppe "Peppe" Bonanno y su hermano mayor y consejero, Stefano. Durante los años 1900, los clanes se enemistaron con Felice Buccellato, jefe del clan mafioso Buccellato. Luego de los asesinatos de Stefano y Giuseppe, su hermano menor, Salvatore, tomó venganza al matar miembros de los Buccellatos. En 1902, Magaddino llegó a Nueva York y se convirtió en un miembro poderoso del clan de los Castellammarenses. Magaddino era el hermano de la abuela materna de Joseph Bonanno.
Magaddino se casó con Carmella y tuvieron cuatro hijos. Su hijo Peter A. Magaddino nació el 25 de febrero de 1917, fue miembro de la familia criminal de Búfalo y se casó con la sobrina del mafioso de Búfalo Charles Montana. La hija mayor, Josephine, se casó con Charles Montana, el sobrbrino del mafioso de Búfalo John C. Montana. La siguiente hija, Angelina, se casó con James V. DeLuca, quien era miembro de la familia de Búfalo. La última hija, Arcangela, se casó con Vincent Scro, un mafioso de la familia de Búfalo.
El hermano de Magaddino, Anthony "Nino" Magaddino, y el hijo de su hermano Peter J. Magaddino se convirtieron en miembros de la familia de Búfalo.

## El caso de los "Good Killers"

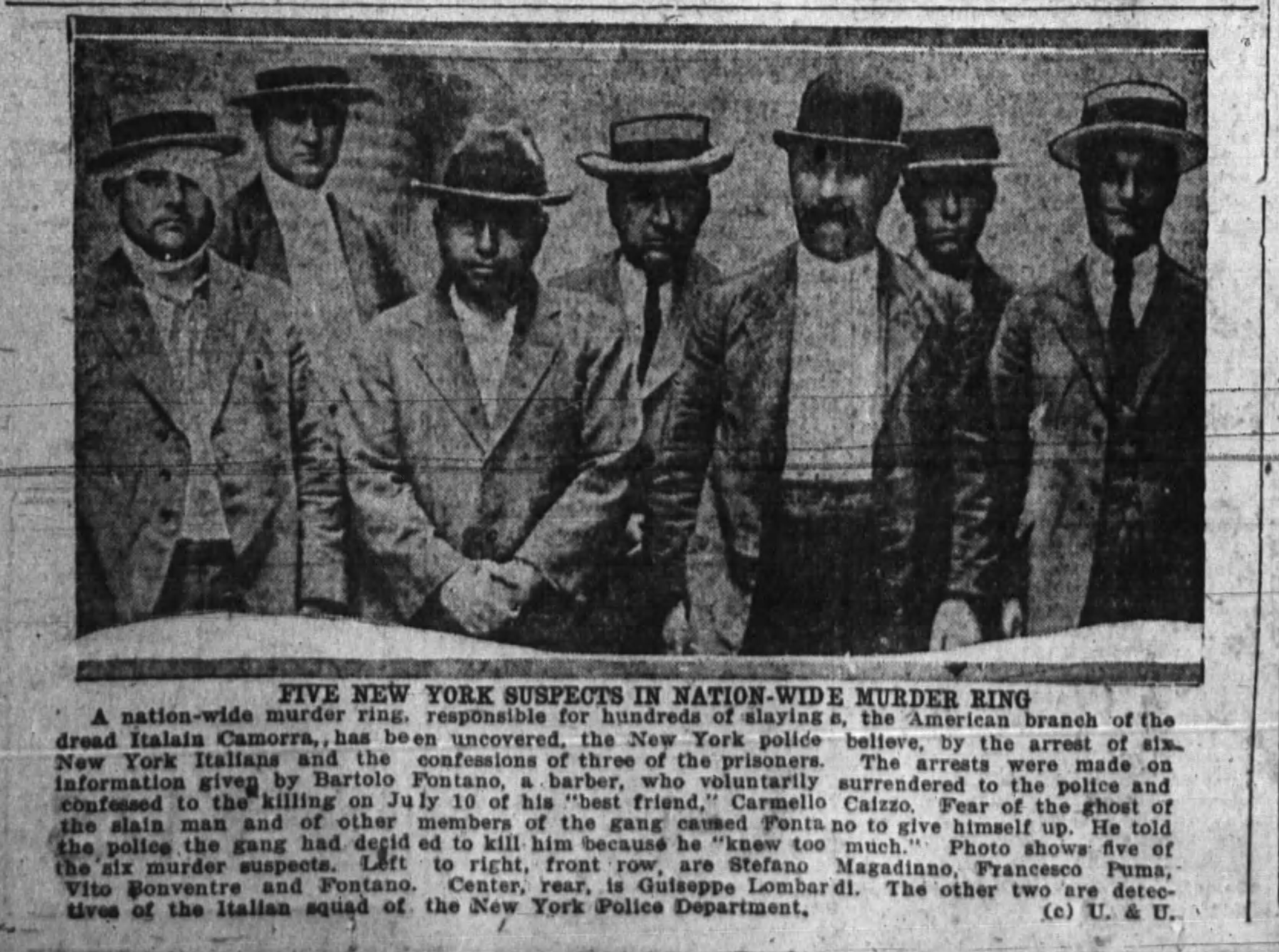
Magaddino con otros cuatro sospechosos de los "Good Killers" en custodia policial, 1921.
De izquierda a derecha, fila delantera: Magaddino, Francisco Puma, Vito Bonventre, y Bartolo Fontana. Al centro, atrás: Giuseppe Lombardi.

Magaddino orquestó el asesinato del gánster de Detroit Felice Buccellato en marzo de 1917.
En agosto de 1921, un barbero llamado Bartolo Fontana se entregó a la policía de Nueva York, confesando haber matado a Camillo Caiozzo un par de semanas antes en Avon, Nueva Jersey. Fontana afirmó que mató a Caiozzo por mandato de los "Good Killers", un grupo de mafiosos que vinieron de Castellammare del Golfo, en venganza por el involucramiento de Caiozzo en el asesinato de 1916 del hermano de Magaddino, Pietro, allá en Sicilia. Temiendo ser asesinado, Fontana aceptó ayudar a la policía para poner una operación encubierta. Stefano Magaddino se encontró con Fontana en la Grand Central Station para darle $30 para ayudarle a salir de la ciudad. Luego del intercambio, Magaddino fue arrestado por un grupo de policías encubiertos. Vito Bonventre y otros cuatro gánsters fueron subsecuentemente arrestados por su involucramiento.
Fontana reveló que los "Good Killers" fueron también responsables de varios asesinatos.
Nueva Jersey decidió no presentar cargos de conspiración en el asesinato de Caiozzo y los cargos contra Magaddino fueron dejados de lado a pesar de los testimonios de los oficiales de policía de Nueva York acerca de los hechos que los conectaban con el asesinato.
Magaddino huyó de Nueva York luego de su liberación y se mudó al área de Búfalo, Nueva York.
El jefe de la familia criminal de Búfalo Joseph DiCarlo murió en 1922 y Magaddino lo sucedió como jefe.

## Familia criminal de Búfalo
Joseph Bonanno ingresó nuevamente a los Estados Unidos en 1924 como polizón en un bote pesquero cubano rumbo a Tampa, Florida con el hijo de Magaddino, Peter Magaddino. Según Bonanno, luego de llegar a una estación de tren en Jacksonville, Bonanno fue detenido por oficiales de inmigración y luego liberado tras el pago de una fianza de $1,000. Fue recibido por Willie Moretti y un hombre no identificado. Luego se reveló que Magaddino fue responsable por pagar su fianza como un favor a Giovanni Bonventre, el tío de Bonanno.
En 1924, Magaddino se naturalizó estadounidense.

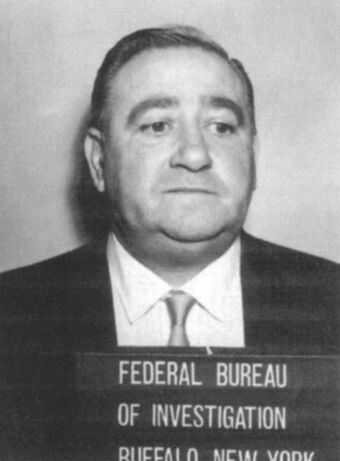
Fotografía del FBI de Peter Magaddino, el hio del jefe de la familia criminal de Búfalo Stefano Magaddino

Aunque él dirigía una legítima funeraria en Niagara Falls, Nueva York, la Magaddino Memorial Chapel, con la Prohibición vigente en los Estados Unidos, Maggadino ganaba sus verdaderos ingresos administrando un rentable negocio de contrabando de licor transportando vino y licores a través del río Niágara hacia el estado de Nueva York satisfaciendo las necesidades de speakeasies ubicados en Búfalo y la "Honky-tonk" Niagara Falls.  Luego de que terminara la Prohibición, Magaddino y su familia criminal hicieron dinero mediante la usura, la apuesta ilegal, la extorsión, el robo de autos y la extorsión laboral así como otros negocios legítimos como la provisión de ropa blanca a hoteles ubicados en la región. así como compañías de taxis y otros negocios orientados a prestar servicios.
La familia criminal Magaddino tuvo poder en el bajo mundo de los territorios del norte y oeste del estado de Nueva York, principalmente el área de Búfalo cerca a la frontera con Canadá y el lago Erie, Rochester y Utica, a lo largo del Río Mohawk hacia el este hasta Amsterdam, Nueva York; de la parte este de Pensilvania hacia el oeste hasta Youngstown, Ohio, y en Canadá desde Fort Erie (al frente de Búfalo) hasta Toronto, Ontario y hacia el este hasta Montreal, Quebec. Para los años 1960, se reportó que el grupo criminal de Magaddino proveía drogas a las ciudades canadienses de Hamilton y Guelph, las que a su vez proveían drogas a Toronto.
Magaddino lideró su familia en Búfalo durante sus mejores años y su era más poderosa y rentable. Fue un jefe al viejo estilo que prefería permanecer en la sombra y no llamar la atención a sí mismo o a sus actividades criminales en la medida de lo posible. Debido a lo remoto de su territorio y a su gran extensión y a que estaba geográficamente aislado de riñas de las familias basadas en Nueva York, se le tuvo en gran estima y fue llamado muchos veces para actuar como árbitro en disputas territoriales entre las familias criminales.

## Figura nacional del crimen

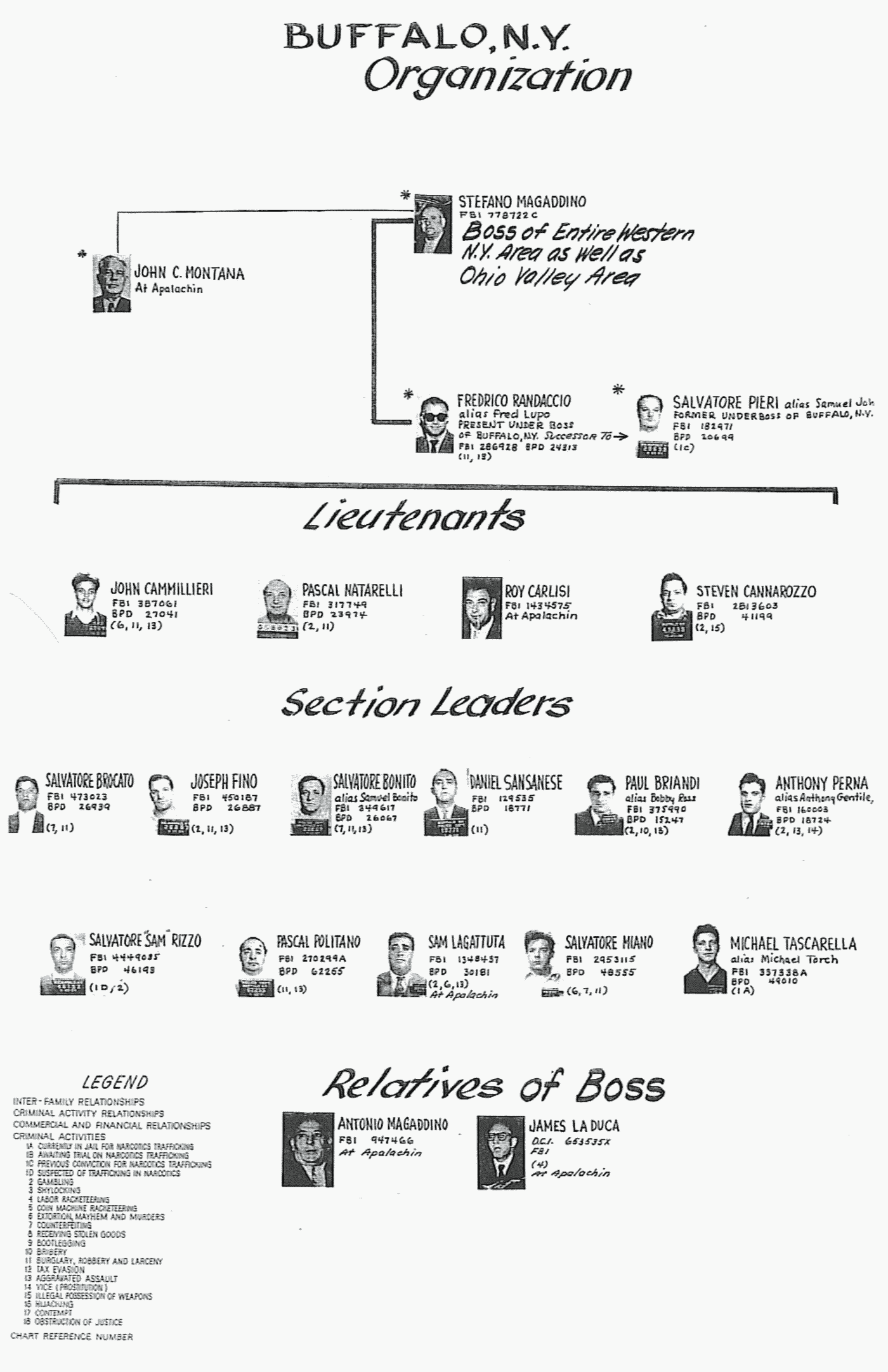
Familia criminal de Búfalo - Cuadro de 1963

Por cincuenta años, Magaddino fue una presencia dominante en el bajo mundo de Búfalo. Fue el jefe que más tiempo estuvo al frente de su familia en la historia de la mafia estadounidense. Magaddino también estuvo envuelto en los asuntos nacionales de La Cosa Nostra. Magaddino fue un miembro de la Comisión creada por Charles "Lucky" Luciano y asistió a importantes cumbres del bajo mundo tales como la Conferencia de La Habana de 1946 y la Conferencia de Apalachin en 1957.
Se cree que Magaddino, junto con Antonio y Johnny Papalia, tuvieron un rol en la notoria desaparición del contrabandista de licores de Hamilton Rocco Perri en 1944 con la finalidad de ganar más control del mercado canadiense. Luego de la desaparición de Perri, tres de sus antiguos tenientes, además de Papalia y Giacomo Luppino, empezarón a responderle a Magaddino en Búfalo: Tony Sylvestro, Calogero Bordonaro y Santo Scibetta, conocidos como los "tres dons".
Magaddino sobrevivió a varios intentos de asesinato. En 1936, gánsters rivales intentaron matarlo con una bomba y matando en vez a su hermana. En 1958, un asesino lanzó una granada de mano a través de la ventana de su cocina que no llegó a explotar.
En 1963, Joseph Bonanno hizo planes para asesinar a varios rivales de la Comisión—jefes Tommy Lucchese, Carlo Gambino, Magaddino, así como Frank DeSimone. Bonanno buscó el apoyo del jefe de la familia criminal Profaci Joseph Magliocco y Magliocco aceptó debido al resentimiento por habérsele denegado un asiento en la Comisión previamente. La audaz meta de Bonanno era tomar el control de la Comisión y hacer a Magliocco su mano derecha. Magliocco tuvo la tarea de matar a Lucchese y a Gambino, y le dio la orden a uno de sus principales hombres, Joseph Colombo. Sin embargo, el oportunista Colombo reveló el plan a sus objetivos. Los otros jefes rápidamente se dieron cuenta de que Magliocco no podría haber planeado esto por sí mismo. Recordando cuan cercanos eran Bonanno y Magliocco (y antes de él, Joe Profaci), así como a los lazos cercanos a través de matrimonios, los otros jefes concluyeron que Bonanno era la verdadera mente maestra. La Comisión citó a Bonanno y a Magliocco para que se expliquen. Temiendo por su vida, Bonanno huyó a Canadá, dejando que Magliocco se las viera con la Comisión, pero fue deportado de vuelta a los Estados Unidos.
En octubre de 1964, Bonanno regresó a Manhattan, pero el 20 de octubre de 1964, el día antes de que Bonanno estaba agendado para testificar ante el gran jurado, sus abogados dijeron que luego de almorzar con ellos, Bonanno fue secuestrado, supuestamente por hombres de Magaddino, cuando ingresaba al departamento donde uno de sus abogados vivía en Park Avenue y la calle 36 este.
El imperio de Magaddino empezó a derrumbarse en 1968, cuando la policía encontró $500,000 guardados ocultamente en la funeraria de Magaddino y el ático de la casa de su hijo. El agente retirado del FBI, Donald Hartnett, dijo, "En ese tiempo, Magaddino había estado diciéndole a sus subordinados que había poco dinero y que no podía pagarles bonos de Navidad... La gente empezó a dejar de confiar en él cuando encontramos todo ese dinero."

## Muerte
Magaddino murió de un ataque al corazón el 19 de julio de 1974 a la edad de 82 años en el Mount Saint Mary's Hospital en Lewiston, Nueva York. Su funeral se realizó en la Iglesia Católica de San José. Fue enterrado en el Cementerio San José en Niagara Falls.

## Legado
Mob Boss, escrito por Mike Hudson, es un libro acerca de la vida de Magaddino como jefe de la mafia. Magaddino también es mencionado en Niagara Falls Confidential, también escrito por Mike Hudson. El también es mencionado en The Valachi Papers de Peter Maas.
Magaddino, como jefe de la familia criminal de Búfalo es un personaje en los dos volúmenes de historia "DiCarlo: Buffalo's First Family of Crime" (Vol. I hasta 1937, Vol. II 1938 hasta 2012) de Thos. Hunt & Michael A. Tona (2013).
Magaddino es un personaje no mostrado en la tercera temporada de la serie de HBO, Boardwalk Empire.